# Аэропорт-79: «Конкорд»
«Аэропорт-79: „Конкорд“» (англ. The Concorde… Airport '79) — фильм Дэвида Лоуэлла Рича.
Последний из фильмов серии «Аэропорт», начатой в 1970 году фильмом «Аэропорт» (экранизация одноимённого романа Артура Хейли). Вышел на экраны 17 августа 1979 года (в США).

## Сюжет
Для пилотов «Конкорда», как и для пассажиров, этот рейс начинается как самый обычный трансатлантический рейс из Вашингтона в Париж, а затем в Москву. Они ещё не знают, что они попадут в настоящий переплёт. Им придётся спасаться от самонаводящейся ракеты, их ждут атаки французского истребителя, посадка в Париже при отсутствии тормозов.
При продолжении полёта в Москву из-за злого умысла корпус самолёта разгерметизируется и происходит частичное разрушение самолёта, которому приходится совершить вынужденную посадку в Альпах. А всему виной стремление руководства могущественной корпорации Харрисон Индастриз любой ценой помешать обнародованию важных секретных документов, которые везёт с собой одна из пассажирок самолёта — Мэгги. Эти документы доказывают, что эта корпорация занимается незаконными поставками оружия.

## В ролях
- Ален Делон — капитан Пол Метранд
- Сьюзан Блэйкли — Мегги Уэлан
- Роберт Вагнер — Кевин Харрисон
- Сильвия Кристель — Изабель
- Мерседес Маккэмбридж — Нелли
- Сисели Тайсон — Элейн
- Джордж Кеннеди — капитан Джо Патрони
- Эд Бегли-младший — спасатель
- Эдди Альберт — Эли Сэндс
- Биби Андерссон — Франсин
- Джон Дэвидсон — Роберт Палмер
- Чаро — Маргарита
- Джимми Уокер
- Роберт Керман
- Моника Льюис[англ.]

## Съёмки
В некоторых странах (Франция, Великобритания, Финляндия) этот фильм известен под названием «Аэропорт-80», поскольку именно в 1980 году вышел на экраны в этих странах.
Джордж Кеннеди сыграл механика Патрони во всех фильмах серии.
Во время взлёта в начале фильма на крыле виден бортовой номер BTSC. Это номер самолёта, потерпевшего катастрофу в 2000 году в Париже.